# 김동진 (1891년)
김동진(金東鎭, 1891년 11월 29일 ~ 1938년 3월 13일)은 한국의 독립운동가이다. 김좌진의 친동생이며 본관은 신 안동이다.

## 생애
1891년 충남 홍성에서 김형규의 3남으로 출생한 김동진은 1920년 6월 서울에서 임시정부 연통제 및 교통국 설치와 관련한 비밀결사 주비단이 조직되고, 소진형이 단장에 추대되어 군자금 모집 등 활동을 하다가 일경에 체포되었다가 증거 불충분으로 1921년 12월에 석방되었다.
1922년 10월에 경상도 일대에서 신태식을 단장으로 하여 조직된 의용단 조직에 참가하여 군자금 모집 활동을 하다가 만주로 망명하였고 1928년 1월 김동삼이 위원장으로 군민회의의 민사위원으로 선임되어 활동하였다. 5월에는 길장연로서방에 참의부, 신민부, 정의부의 3부대표가 모여 유일대독립당을 조직하여 각 단체를 통합하는 회의에서 김좌진등과 함께 신민부 대표로 참석하였다.
1929년 김좌진과 함께 만주 중동현에서 한족연합회를 조직하여 활동하다가 1937년 7월 7일에 만주에서 일군에게 체포되어 국내로 압송되어 고문을 당하다가 1938년 3월에 사망하였다.
1977년 건국훈장 대통령표창, 1990년 건국훈장 애족장이 추서되었다. 묘는 선산인 충남 보령군 청소면 재정리에 안장되었다.

## 가족 관계
- 아버지: 김형규
- 어머니: 한산 이씨 부인 이상희
  - 첫째 형: 김경진
  - 둘째 형: 김좌진
  - 둘째 형수: 해주 오씨 부인 오숙근
  - 둘째 형수: 김계월
    - 조카: 김두한
    - 질부: 전주 이씨 부인 이재희

  - 둘째 형수: 나주 나씨 나혜국
  - 본인: 김동진
  - 부인: 원주 원씨 부인 원진상
    - 아들: 김문한 (1909년 ~ 별세)
      - 친손: 김일동 (1928년 ~ 현재) - 전직 복덕방 사업주 출신으로 1988년 이전까지는 충청남도 대전 중구 변동 거주